# 1731 w muzyce
Wydarzenia muzyczne w 1731 roku.

## Dzieła
- Jan Dismas Zelenka – Missa Sancti Josephi
- Jan Dismas Zelenka – Regina coeli w D
- Jan Dismas Zelenka – Te Deum w D
- Jan Dismas Zelenka – Gaude laetare (motet)

## Dzieła operowe
- Georg Friedrich Händel – Poro

## Urodzili się
- 27 listopada – Gaetano Pugnani, włoski kompozytor i skrzypek (zm. 1798)
- 28 grudnia[a] – Christian Cannabich, niemiecki kompozytor, skrzypek i dyrygent (zm. 1798)

Data dzienna nieznana
- František Xaver Dušek, czeski kompozytor, pianista i pedagog (zm. 1799)

## Zmarli
- 10 kwietnia – Maximilian Dietrich Freisslich, niemiecki kompozytor okresu baroku (ur. 1673)